# Dietrich–Sulkowski-kastély
A pankotai Dietrich–Sulkowski-kastély műemlék épület Romániában, Arad megyében. A romániai műemlékek jegyzékében az  AR-II-m-A-00639 sorszámon szerepel.